# MPB (muzyka)
Música Popular Brasileira, MPB – popularna muzyka brazylijska, post-bossa nova.

## Wykonawcy
Elymar Santos • Tiririca • Elza Soares •Lobão • Mamonas Assassinas • Carmen Miranda • Emílio Santiago • Balão Mágico • Milionário e José Rico • Roupa Nova • Toquinho • Ritchie • Kátia Cega • Absyntho • Sérgio Mallandro • Barão Vermelho • Jorge Ben Jor • Milton Nascimento • Djavan• Roberto Carlos • Zé Ramalho • Blitz • Verônica Sabino • Markinhos Moura • Fagner • Sylvinho Blau Blau • Alcíone • Beth Carvalho • Michael Sullivan • Paulo Massadas • Tim Maia • Deborah Blando • Joanna • Ivan Lins • Jane&Herondi • Raul Seixas • Angélica • Guilherme Arantes • Sandra de Sá • Trio Parada Dura • Almir Rogério • Rádio Táxi • Polegar • Agepê • Frejat • Titãs • Paralamas do Sucesso • Chitãozinho e Chororó •Wilson Simonal • Dori Caymmi • Leo Jaime • Dominó • Gaúcho da Fronteira • Banda Zero • Trem da Alegria • Zeca Baleiro • Jorge Aragão • Heróis da Resistência • RPM • Netinho • Adriana Calcanhoto • Xuxa • Sérgio Reis • Latino • Marisa Monte • Zizi Possi • Fafá de Belém • Lilian • Carequinha • Ivete Sangalo • Daniela Mercury • Lulu Santos • Paulo Ricardo • MC Batata • Yahoo •Rosanna • Luan&Vanessa • Gilliard• Roberta Sá• Biquíni Cavadão • Hermeto Pascoal • Fábio Júnior • José Augusto • Nelson Ned • Engenheiros do Hawaii • Dalto • Patrícia Marx • Os Abelhudos • Nenhum de Nós • Leandro e Leonardo • Vanessa da Mata